# Associazione Calcio Cesena 2000-2001
Questa pagina raccoglie le informazioni riguardanti l'Associazione Calcio Cesena nelle competizioni ufficiali della stagione 2000-2001.

## Stagione
Nella stagione 2000-2001 il Cesena disputa il girone A del campionato di Serie C1, raccoglie 49 punti che valgono il sesto posto in classifica. La seconda retrocessione in tre anni è un duro colpo da assorbire a Cesena, dopo ventun anni il direttore sportivo Pier Luigi Cera si ritira, al suo posto Franco De Falco. Si punta su un giovane tecnico Fabrizio Tazzioli. La partenza dei bianconeri è buona, con due vittorie di fila, poi perde terreno rispetto al fuggitivo Modena. Dal mercato autunnale torna al Cesena Ruggero Rizzitelli a concludere una prestigiosa carriera. Ai primi di dicembre dopo la sconfitta sul campetto di Brescello (3-2) e quella interna (2-3) con il Lumezzane viene esonerato il tecnico e si assiste al ritorno dopo 23 anni di "Ciapina" Ferrario, che, tra alti e bassi, resta in sella fino a fine febbraio, poi per le ultime dieci giornate è il turno di Walter De Vecchi, il quale mette in mostra una buona organizzazione di gioco, senza però riuscire ad agganciare il quinto posto, che vale i playoff, per un solo punto. Nella Coppa Italia 2000-2001 il Cesena disputa il gruppo 5,  che è stato vinto dal Torino. Nella Coppa Italia di Serie C i bianconeri entrano in gioco nei sedicesimi, superando la Fermana, poi negli ottavi sono eliminati dal Modena.

## Divise e sponsor
In questa prima stagione del nuovo secolo, il Cesena adotta una maglia nera con inserti bianchi, come alle origini. Lo sponsor ufficiale è Camac, mentre lo sponsor tecnico è Adidas.

## Rosa
| N. |                       | Ruolo | Calciatore           |
| -- | --------------------- | ----- | -------------------- |
|    | Italia (bandiera)     | A     | Alessandro Bianchi   |
|    | Italia (bandiera)     | C     | Roberto Biserni      |
|    | Italia (bandiera)     | A     | Matteo Bondi         |
|    | Italia (bandiera)     | D     | Paolo Bravo          |
|    | Italia (bandiera)     | A     | Marcello Campolonghi |
|    | Italia (bandiera)     | C     | Davide Cangini       |
|    | San Marino (bandiera) | D     | Roberto Cevoli       |
|    | Italia (bandiera)     | A     | Emanuele Chiaretti   |
|    | Italia (bandiera)     | D     | Andrea Cottini       |
|    | Italia (bandiera)     | D     | Angelo Danotti       |
|    | Italia (bandiera)     | C     | Domenico De Simone   |
|    | Italia (bandiera)     | D     | Riccardo Fimognari   |
|    | Italia (bandiera)     | D     | Andrea Fiumana       |
|    | Italia (bandiera)     | P     | Claudio Furlan       |
|    | Italia (bandiera)     | A     | Mattia Graffiedi     |

| N. |                   | Ruolo | Calciatore           |
| -- | ----------------- | ----- | -------------------- |
|    | Italia (bandiera) | D     | Alessandro Lamonica  |
|    | Italia (bandiera) | D     | Claudio Macchi       |
|    | Italia (bandiera) | P     | Cristian Mandrelli   |
|    | Italia (bandiera) | D     | Alberto Mantelli     |
|    | Italia (bandiera) | C     | Ogor Marziano        |
|    | Italia (bandiera) | C     | Simone Pacini        |
|    | Italia (bandiera) | C     | Angelo Paradiso      |
|    | Italia (bandiera) | C     | Filippo Pensalfini   |
|    | Italia (bandiera) | C     | Vittorio Pinciarelli |
|    | Italia (bandiera) | A     | Ruggiero Rizzitelli  |
|    | Italia (bandiera) | C     | Giuseppe Scienza     |
|    | Italia (bandiera) | D     | Fabrizio Stringardi  |
|    | Italia (bandiera) | A     | Carlo Taldo          |
|    | Italia (bandiera) | D     | Emanuele Tresoldi    |

## Risultati

### Campionato

#### Girone di andata
| Arbitro: | Cruciani (Pesaro) |

|  |           |                |
|  | Marcatori | 21’, 74’ Taldo |

| Arbitro: | Palanca (Roma) |

|                             |           |             |
| Tresoldi 8’ Campolonghi 25’ | Marcatori | 73’ Breschi |

| Arbitro: | Girardi (San Donà di Piave) |

|           |           |                 |
| Sordo 49’ | Marcatori | 10’ Campolonghi |

| Arbitro: | De Marco (Chiavari) |

|  |           |                           |
|  | Marcatori | 24’ Veronese 81’ Califano |

| Arbitro: | Cruciani (Pesaro) |

|            |           |                                               |
| Borneo 47’ | Marcatori | 22’ Tresoldi 74’ (rig.) Taldo 83’ Campolonghi |

| Arbitro: | Ioseffi (Siena) |

|                        |           |             |
| Taldo 50’ Paradiso 64’ | Marcatori | 14’ Scaglia |

| Arbitro: | Angrisani (Salerno) |

|                       |           |              |
| Bifini 19’ Groppi 66’ | Marcatori | 23’ Paradiso |

| Cesena 22 ottobre 2000 8ª giornata | Cesena           | 0 – 0 | Alzano Virescit | Stadio Dino Manuzzi\| Arbitro: \| Rubino (Salerno) \| |
| Arbitro:                           | Rubino (Salerno) |       |                 |                                                       |

| Arbitro: | Cuttica (Alessandria) |

|  |           |               |
|  | Marcatori | 42’ Chiaretti |

| Arbitro: | Cannella (Palermo) |

|               |           |  |
| Chiaretti 47’ | Marcatori |  |

| Arbitro: | Carlucci (Molfetta) |

|                  |           |             |
| Taldo 62’ (rig.) | Marcatori | 49’ Zaniolo |

| Arbitro: | Palanca (Roma) |

|                                    |           |                         |
| Alteri 3’ Fusani 30’ C. Protti 89’ | Marcatori | 32’ Chiaretti 82’ Taldo |

| Arbitro: | Giammillaro (Messina) |

|                                 |           |                                           |
| Stringardi 25’ Taldo 42’ (rig.) | Marcatori | 8’ Cossu 83’ (rig.) Beretta 90’ Zanoletti |

| Arbitro: | Carlucci (Molfetta) |

|                                |           |                |
| Masitto 83’ (rig.) Salvi 90+2’ | Marcatori | 25’ Rizzitelli |

| Arbitro: | Ferraro (Crotone) |

|                       |           |             |
| Rizzitelli 63’ (rig.) | Marcatori | 54’ Vanigli |

| Arbitro: | Cruciani (Pesaro) |

|               |           |           |
| Andreotti 74’ | Marcatori | 67’ Bondi |

| Arbitro: | Liberti (Genova) |

|                |           |                                       |
| Rizzitelli 65’ | Marcatori | 11’ (rig.) Benfari 40’, 60’ Ricchiuti |

#### Girone di ritorno
| Cesena 14 gennaio 2001 18ª giornata | Cesena              | 0 – 0 | Varese | Stadio Dino Manuzzi\| Arbitro: \| G. Rocchi (Firenze) \| |
| Arbitro:                            | G. Rocchi (Firenze) |       |        |                                                          |

| Arbitro: | Vicinanza (Albenga) |

|  |           |                                   |
|  | Marcatori | 9’ Lamonica 15’ (rig.) Rizzitelli |

| Arbitro: | Rubino (Salerno) |

|                                   |           |  |
| Cangini 28’ Rizzitelli 58’ (rig.) | Marcatori |  |

| Modena 4 febbraio 2001 21ª giornata | Modena            | 0 – 0 | Cesena | Stadio Alberto Braglia\| Arbitro: \| Belloli (Bergamo) \| |
| Arbitro:                            | Belloli (Bergamo) |       |        |                                                           |

| Cesena 11 febbraio 2001 22ª giornata | Cesena              | 0 – 0 | Lucchese | Stadio Dino Manuzzi\| Arbitro: \| Benedetto (Messina) \| |
| Arbitro:                             | Benedetto (Messina) |       |          |                                                          |

| Arbitro: | Valensin (Milano) |

|              |           |                       |
| Scazzola 61’ | Marcatori | 19’ (rig.) Rizzitelli |

| Arbitro: | Capozzi (Vicenza) |

|                           |           |                             |
| Cangini 45’ Graffiedi 47’ | Marcatori | 31’ Maffioletti 56’ Garlini |

| Arbitro: | Ferraro (Crotone) |

|             |           |               |
| Bruno 90+1’ | Marcatori | 37’ Chiaretti |

| Arbitro: | Squillace (Catanzaro) |

|                |           |  |
| Pensalfini 24’ | Marcatori |  |

| Arbitro: | Giammillaro (Messina) |

|              |           |  |
| Padovano 37’ | Marcatori |  |

| La Spezia 25 marzo 2001 28ª giornata | Spezia                   | 0 – 0 | Cesena | Stadio Alberto Picco\| Arbitro: \| Battistella (Conegliano) \| |
| Arbitro:                             | Battistella (Conegliano) |       |        |                                                                |

| Arbitro: | Valensin (Milano) |

|              |           |  |
| Lamonica 18’ | Marcatori |  |

| Lumezzane 14 aprile 2001 30ª giornata | Lumezzane         | 0 – 0 | Cesena | Nuovo Stadio Comunale\| Arbitro: \| Bergonzi (Genova) \| |
| Arbitro:                              | Bergonzi (Genova) |       |        |                                                          |

| Arbitro: | Romeo (Verona) |

|                                               |           |                        |
| Taldo 4’ (rig.) Chiaretti 21’ Pinciarelli 82’ | Marcatori | 32’ Masitto 86’ Sinato |

| Arbitro: | Liberti (Genova) |

|                |           |  |
| Scichilone 83’ | Marcatori |  |

| Arbitro: | M. Mazzoleni (Bergamo) |

|                     |           |                  |
| Taldo 49’, 54’, 74’ | Marcatori | 13’, 68’ Cerbone |

| Arbitro: | Cruciani (Pesaro) |

|                            |           |                                  |
| Frick 14’, 27’, 53’ (rig.) | Marcatori | 85’ (rig.) Taldo 90+2’ Chiaretti |

### Coppa Italia

#### Gruppo 5
| Arbitro: | Zaltron (Bassano del Grappa) |

|                  |           |               |
| Balli 36’ (aut.) | Marcatori | 49’ Teodorani |

| Arbitro: | Bonfrisco (Monza) |

|                                |           |                 |
| Maspero 13’ Schwoch 86’ (rig.) | Marcatori | 39’ Campolonghi |

| Arbitro: | Dondarini (Finale Emilia) |

|               |           |                         |
| Chiaretti 84’ | Marcatori | 65’ A. Comi 90’ Gheller |

### Coppa Italia Serie C
| Arbitro: | Angrisani (Salerno) |

|              |           |                                                   |
| De Sanzo 80’ | Marcatori | 6’ (aut.) Pazzi 44’ Chiaretti 47’ Taldo 74’ Bondi |

| Arbitro: | Cavallaro (Legnago) |

|                         |           |              |
| Bondi 28’ Pensafini 44’ | Marcatori | 66’ Smerilli |

| Arbitro: | Girardi (San Donà di Piave) |

|  |           |           |
|  | Marcatori | 45’ Taldo |

| Arbitro: | Niccolai (Livorno) |

|  |           |                           |
|  | Marcatori | 40’ (rig.), 71’ Milanetto |